# Eye of GNOME
Eye of GNOME (eog) — офіційна програма каталогізації та перегляду зображень робочого середовища GNOME. На відміну від інших програм переглядати, Eye of GNOME надає тільки базові можливості роботи з зображеннями такі як: масштабування зображення, повноекранний режим перегляду та інтерполювання при збільшенні зображення. Eye of GNOME також відображає EXIF-метадані про зображення.

## Підтримувані формати даних
- ANI
- BMP
- GIF
- ICO
- JPEG
- PCX
- PNG
- PNM
- RAS
- SVG
- TGA
- TIFF
- WBMP
- XBM
- XPM